# Kirchenzentrum Langwasser

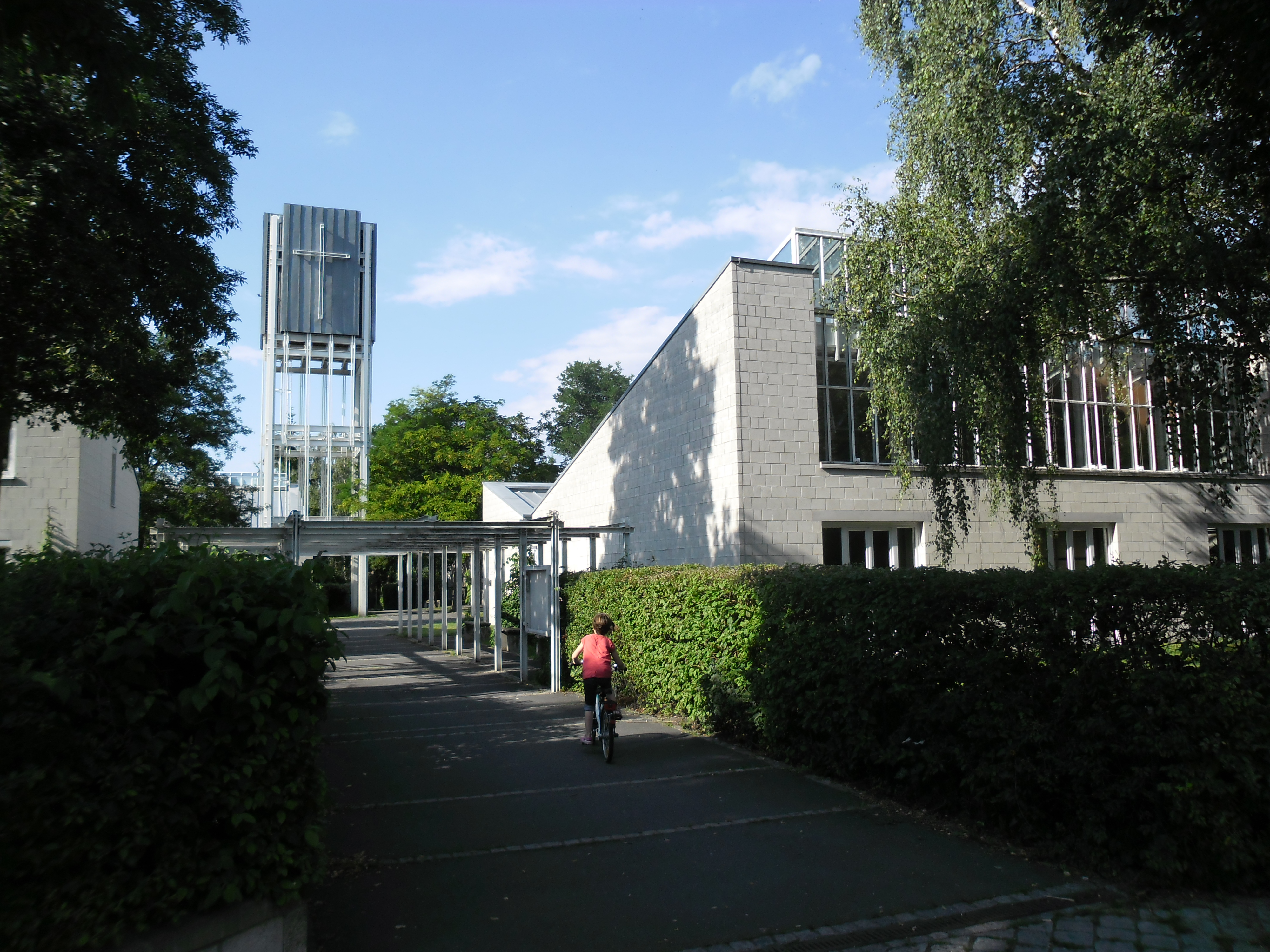
Kirchenzentrum Langwasser

Das Kirchenzentrum Langwasser ist ein ökumenisches Zentrum in Nürnberg-Langwasser, das in den 1980er Jahren auf dem früheren Märzfeld des Reichsparteitagsgeländes errichtet wurde. Es umfasst die evangelisch-lutherische Martin-Niemöller-Kirche, die römisch-katholische Pfarrkirche St. Maximilian Kolbe, die namenlose Kirche der Freien Christengemeinde Langwasser und die zugehörigen Gemeindezentren. Die beiden Kirchen des Ursprungsbaus sind nach den KZ-Häftlingen und Pfarrern Maximilian Kolbe und Martin Niemöller benannt. Der Bau ist das einzige ökumenische Zentrum der Diözese Eichstätt.

## Baugeschichte
Der Bau wurde in den Jahren 1985/86 nach Plänen von Eberhard Schunck und Dieter Ullrich im Nürnberger Stadtteil Langwasser-Nordost errichtet und am 7. Dezember 1986 gemeinsam durch Kreisdekan Hermann von Loewenich (evangelisch-lutherisch) und Bischof Karl Braun (römisch-katholisch) eingeweiht. Fotografisch dokumentiert wurde der Sakralbau während der Bauphase von Sigrid Neubert.
Im Mai 1991 wurde die durch das gleiche Architektenpaar geplante evangelische Kindertagesstätte „Martin Niemöller“ im Zentrum eröffnet. 1998 erfolgte ein Anbau an das katholische Pfarrhaus. 1999 wurde das direkt angrenzende Parkhaus zu Kirche und Gemeindehaus der Freien Christengemeinde Langwasser umgebaut. 2012 wurden die Gemeindesäle mit Nebenräumen der Martin-Niemöller-Kirche zu einer Kinderkrippe umgebaut, die Kellerräume erhielten einen Außeneingang.

## Preise
- 1987: Architekturpreis der Stadt Nürnberg
- 1989: Anerkennung – Deutscher Architekturpreis
- 1989: Anerkennung – BDA-Preis Bayern
- 1989: Architekturpreis Beton[2]